# Сајмон Огастус
Сајмон Делиша Огастус (енгл. Seimone Delicia Augustus; Батон Руж, 30. априла 1984) је америчка кошаркашица, која игра на позицији бека и тренутно наступа за Минесоту линксе као и Динамо из Курска. Са тимом Минесоте четири пута је освојила титула првака ВНБА лиге. Дугогодишња је репрезентативка САД, и са репрезентацијом је освојила неколико медаља, укључујући и три златне Олимпијске медаље.

## Каријера
Кошарком је почела да се бави одмалена. Пре средње школе била је на насловној страни часописа Спорт илустрејдед фор вимин (енгл. Sport Illustrated for Women), са насловом: "Је ли она следећи Мајкл Џордан?". Играла је за женску кошаркашку екипу у Батон Ружу са великим успехом, освајајући и индивидуалне награде.

### Колеџ
Колеџку каријеру је провела на Универзитету Луизијана стејт". Добила је велик број индивидуалних признања али њен тим није освојио ни једну титулу. Заправо нису успеле да оду даље од полуфинала. Током колеџке каријере просечно је постизала 19,3 поена, 5,2 скокова и 2 асистенција по утакмици. Дипломирала на Универзитету у Луизијани 2006. године. Њен број на дресу (33) је повучен из употребе на овом универзитету јануара 2010. године, чинећи је првом женском спортисткињом у историји тог универзитета која је добила ту част.

#### Статистика на колеџу
| Година  | Тим | Утакмица | УКП  | ПШ%  | 3П%  | СБ%  | ССПУ | АПУ | УЛП | БПУ | ППУ  |
| ------- | --- | -------- | ---- | ---- | ---- | ---- | ---- | --- | --- | --- | ---- |
| 2002-03 | ЛСУ | 34       | 504  | 54,9 | 33,3 | 88,8 | 5,5  | 1,9 | 1,0 | 0.4 | 14,8 |
| 2003-04 | ЛСУ | 35       | 679  | 52,8 | 37,5 | 90,1 | 6,0  | 2,1 | 1,6 | 0,7 | 19,4 |
| 2004-05 | ЛСУ | 36       | 724  | 53,9 | 27,8 | 86,9 | 4,6  | 2,1 | 1,4 | 0,5 | 20,1 |
| 2005-06 | LSU | 35       | 795  | 56,1 | 45,0 | 79,0 | 4,7  | 1,8 | 1,5 | 0,4 | 22,7 |
| Career  | LSU | 140      | 2702 | 54,4 | 38,8 | 85,7 | 5,2  | 2,0 | 1,4 | 0,5 | 19,3 |

### ВНБА
Сајмон је изабрана као 1. пик на ВНБА драфту 2006. године, од стране Минесоте линкса. Већ у првој сезони је била изабрана као резерва на ол-стар утакмици, и предводила екипу Запада са 16 поена. Ту сезону је била други поентер лиге иза Дијане Таурази са 21,9 поена по утакмици. Поред тога била је пета по проценту слободних бацања са 96,7%. Због тога је проглашена као најбољи новајлија у сезони. У другој сезони имала је још бољу статистику са 22,6 поена по утакмици али је опет била друга у генералном поретку, иза Лорен Џексон. Ипак оно што је битније тим Минесоте је завршио међу последњим екипама у лиги.
Јуна 2009. године, она је доживела тешку повреду ахилове тетиве због чега је рано завршила сезону. Повратак на терен је одложен због операције фиброма. Минесота је направила рекорд од 27 победа и само 7 пораза.
Коначни повратак се десио у сезони 2011, али овога пута као део веома јаког тима Минесоте са Линдси Вејлен, Ребеком Брансон и новајлијом Мајом Мур. Минесота је дошла до рекорда од 27 победа и 7 пораза, и без проблема стигала до плеј-офа. У плеј-офу је била водећи стрелац у пет од осам утакмица и постигла други највећи број поена у историји ВНБА финала са 36 поена. Још битније је да је њен тим дошао до титуле, што је њена прва од четири колико је до сада освојила.
У сезони 2015 изабрана је по шести пут за утакмицу ол-стар. Са друге стране Минесота је доминирала првенством, освајајући прво место на Западној конференцији са 22 победе и 12 пораза. Дошли су до њене треће титуле, а за МВП финала проглашена је Силвија Фаулс. и у сезони 2016. Минесота је била са 28 победа и свега 6 пораза, али овог пута нису могле до титуле.
У сезони 2017. године, чини се да је Сајмон имала доста лошији индивидуални учинак. Ипак тим Минесоте је бриљирао. 12. августа 2017. године, Минесота је добила утакмицу са највећом разликом у историји ВНБА лиге, победивши Индијану са 111-52. Поред тога они су направили лигашки рекорду 27 поена без примљеног у току те утакмице. Минесота је регуларни завршила на првом месту, са рекордом од 27-7. И ове сезоне стижу до титуле што је њена четврта титула у каријери.

### Европа
Попут многих америчких кошаркашица и Огастусова је током паузе у ВНБА лиги прелазила у европске клубове за врло уносне уговоре. Тако је од 2006. играла за Динамо из Москве. Од 2008 године је наступала за Галатасарај са којим је освојила Еврокуп. Од 2013. године између ВНБА сезона наступа за Динамо из Курска.

### Репрезентација
Сајмон Огастус је редован члан женске кошаркашке репрезентације САД, и до сада је освојила 3 златне медаље на Олимпијским играма за 2008, 2012. и 2016 године. 
Била је позвана на тренинг камп репрезентације 2009. Након тога је изабрана за тим који ће се такмичити на светском првенству 2010. године што је аутоматски значио и тим за Олимпијске игре 2012. године. По завршетку кампа, репрезентација је отпутовала у Јекатаринебург, на међународном турниру. Ипак, Огастусова на крају није била на Светском првенству 2010. године али је била на Олимпијади 2012. На крају је успела да дође и до златне медаље на Светском првенству 2014. године.

## Статистика
| † | Сезоне у којима је освојила лигу |
|   | рекорди ВНБА                     |

### ВНБА

#### Регуларна сезона
| Сезона   | Екипа            | ОУ  | СУ  | МПУ  | ПШ%  | 3П%  | СБ%   | СПУ | АПУ | УПУ | БПУ | ППУ  |
| -------- | ---------------- | --- | --- | ---- | ---- | ---- | ----- | --- | --- | --- | --- | ---- |
| 2006     | Минесота         | 34  | 34  | 33,1 | 45,6 | 35,3 | 89,7  | 3,8 | 1,5 | 0,6 | 0,5 | 21,9 |
| 2007     | Минесота         | 34  | 33  | 32,1 | 50,8 | 41,9 | 87,3  | 4,0 | 2,3 | 1,2 | 0,6 | 22,6 |
| 2008     | Минесота         | 31  | 31  | 33,6 | 47,0 | 31,7 | 89,0  | 3,9 | 2,7 | 1,0 | 0,4 | 19,1 |
| 2009     | Минесота         | 6   | 6   | 29,7 | 57,0 | 64,3 | 90,5  | 4,2 | 1,5 | 2,0 | 0,5 | 21,0 |
| 2010     | Минесота         | 25  | 25  | 33,3 | 42,9 | 33,6 | 66,7  | 3,2 | 1,9 | 0,7 | 0,3 | 16,4 |
| 2011†    | Минесота         | 34  | 34  | 29.3 | 50,4 | 41,7 | 86,5  | 3,5 | 2,2 | 0,9 | 0,4 | 16,2 |
| 2012     | Минесота         | 29  | 29  | 29,3 | 49,1 | 43,7 | 85,2  | 3,6 | 2,5 | 0,9 | 0,2 | 16,6 |
| 2013†    | Минесота         | 31  | 31  | 29,8 | 51,6 | 29,0 | 87,9  | 3,2 | 2,5 | 0,5 | 0,5 | 16,3 |
| 2014     | Минесота         | 24  | 24  | 31,2 | 51,1 | 33,3 | 84,6  | 3,6 | 2,4 | 0,4 | 0,1 | 16,5 |
| 2015†    | Минесота         | 16  | 16  | 30,1 | 44,0 | 13,0 | 100,0 | 2,9 | 2,4 | 0,5 | 0,3 | 13,8 |
| 2016     | Минесота         | 29  | 29  | 26,4 | 46,0 | 33,3 | 80,4  | 2,9 | 2,4 | 0,5 | 0,3 | 11,2 |
| 2017†    | Минесота         | 32  | 32  | 27,7 | 50,2 | 43,2 | 86,8  | 2,9 | 4,0 | 0,5 | 0,0 | 10,9 |
| Каријера | 12 година, 1 тим | 325 | 325 | 30,5 | 48,3 | 36,6 | 86,5  | 3,5 | 2,4 | 0,8 | 0,3 | 16,9 |

#### Плеј-оф
| Сезона   | Екипа           | ОУ | СУ | МПУ  | ПШ%  | 3П%  | СБ%  | СПУ | АПУ | УПУ | БПУ | ППУ  |
| -------- | --------------- | -- | -- | ---- | ---- | ---- | ---- | --- | --- | --- | --- | ---- |
| 2011†    | Минесота        | 8  | 8  | 33,0 | 52,7 | 43,8 | 88,6 | 4,5 | 3,8 | 0,9 | 0,6 | 22,0 |
| 2012     | Минесота        | 9  | 9  | 35,0 | 42,7 | 29,4 | 80,6 | 5,0 | 2,1 | 1,6 | 0,3 | 17,9 |
| 2013†    | Минесота        | 7  | 7  | 32,0 | 54,6 | 33,3 | 68,4 | 3,7 | 1,4 | 1,0 | 0,9 | 17,4 |
| 2014     | Минесота        | 5  | 5  | 34,2 | 44,3 | 25,0 | 83,3 | 3,2 | 2,4 | 1,0 | 0,2 | 18,6 |
| 2015†    | Минесота        | 10 | 10 | 34.4 | 37,9 | 14,3 | 76,2 | 3,0 | 2,5 | 0,9 | 0,3 | 12,8 |
| 2016     | Минесота        | 8  | 8  | 26,9 | 39,3 | 25,0 | 87,0 | 2,9 | 3,3 | 0,8 | 0,2 | 11,1 |
| 2017†    | Минесота        | 8  | 8  | 31,8 | 49,0 | 52,6 | 50,0 | 4,8 | 3.5 | 0,3 | 0,5 | 13,9 |
| Каријера | 7 година, 1 тим | 47 | 47 | 32,6 | 45,0 | 28,9 | 81,6 | 3,8 | 2,6 | 1,1 | 0,4 | 16,4 |

## Остало
Априла 2010. године је имала операцију бенингног тумора, фиброина од чега су оперсане и њена мајка и бака. Иако је током операције уклоњена материца остали су јој јајници, остављајући могућност да има децу вештачком оплодњом. Изјавила је да би једног дана волела да има децу. Признала је да је лезбијка.